# Eva Maria Leonardy
Eva Maria Leonardy (* 31. Januar 1967 in Saarbrücken) ist eine deutsche Musikerin und Autorin.

## Leben
Eva Maria Leonardy stammt aus einer saarländischen Künstlerfamilie. Ihr Vater ist der Pianist Robert Leonardy, ihre Mutter Inge Jochum-Leonardy ist Malerin und ihr Bruder ist der Kirchenmusiker Bernhard Leonardy. An der Hochschule für Musik Saar in Saarbrücken studierte sie von 1986 bis 1991 bei Epstein,  Heller und Boesen Violine und bei Siegmund Nimsgern von 1991 bis 1995 Gesang. Sie absolvierte bei Christiane Hampe ein künstlerisches Aufbaustudium in den Jahren 1995 bis 1997 und examierte 1997 im künstlerischen Aufbaustudium Gesang.

## Werk/Wirken
Leonardy arbeitete als Kulturredakteurin beim Trierischen Volksfreund in den Jahren 2000 und 2001 und beim SWR, Studio Trier von 2000 bis 2002. Als Kulturmanagerin arbeitete sie bei den Internationalen Musikfestspielen Saar in den Jahren 1999 und 2000, beim Landesjugendorchester Saarland in den Jahren 2000 und 2001 und bei den Orgelfestwochen Kultursommer Rheinland-Pfalz in den Jahren 2003 und 2004.
Sie hielt einen Lehrauftrag Gesang an der Domsingschule des Bistum Trier von 2001 bis 2015, am Priesterseminar Trier von 2001 bis 2015 und als Stimmbildnerin beim Robert Schuman Chor in Luxemburg.

## Werke/Schriften

### Bücher
- Der bewegte Sänger, 2011[3]
- Einsingen mit Energie, 2015[4]

### Audio-CDs
- Umweltsongs, 1993
- Moonlight Classics, 1999
- O lux!, 2000
- Passio secundum Joannem (Bach, Johan Sebastian), 2005